# Paka pri Velenju
Paka pri Velenju este o localitate din comuna Velenje, Slovenia, cu o populație de 398 de locuitori.